# Casa talaiòtica de Biniparratx Petit
La Casa talaiòtica de Biniparratx Petit (també Biniparratxet Petit) és un habitatge prehistòric de l'illa de Menorca, a les Illes Balears. L'edificació de l'edat del ferro data del segle IV abans de la nostra era, i s'atribueix a la fase tardana o post-talaiòtica de la cultura talaiòtica. L'excavaren el 1995 a l'extrem sud de la pista de l'aeroport de Menorca i la traslladaren a la zona verda enfront de l'edifici de l'aeroport.

## Descripció
La casa és circular, amb pati interior i un edifici annex al costat de la porta d'entrada. Aquest tipus d'edificació, també anomenat «cercle», és característic dels darrers assentaments talaiòtics de Menorca i es troben només en aquesta illa. Tots els cercles trobats són molt semblants en grandària, forma i distribució. Són circulars, sense finestres, vorejats per un mur de paret doble. A fora, el mur és fet de grans blocs plans de pedra. La paret de dins té pedres molt més menudes. L'espai entre les parets és ple d'enderrocs i terra. La superfície total de la casa petita talaiòtica de Biniparratx és de 128 m². Però només 63 en són útils, la resta és formada pel doble mur exterior i els envans interiors.
L'únic accés a la casa talaiòtica és per la porta sud, al costat de la qual es troba -a fora– una cisterna. Els brancals de les portes estan formats per tres pedres grosses apilades l'una damunt l'altra. A sobre hi ha un monòlit ortoedre com una llinda. Al pati interior obert s'accedeix per una portada, a l'entorn de la qual es disposen radialment les estances. El pati és delimitat per cinc columnes exemptes que alguna vegada sostindrien la teulada, i sobre les quals s'uneixen els envans entre les habitacions. La part nord-oriental del pati la tanca un mur semicircular i conté la llar. A la cantonada nord-oest hi ha una cisterna. Potser, però, també fora una espècie d'altar de la casa, ja que en el fons se'n trobaren restes d'una copa de sacrificis.
L'estança més gran és al nord de la casa. A causa del pendent natural del subsol, està construïda una mica més alta que les altres i s'hi entra pujant tres graons. Hi ha tres pilastres en la paret exterior. En l'extrem est de l'habitació hi ha una depressió més gran del sòl: una cisterna o un graner. Segons el panell d'informació, podria haver estat una cambra de treball; també, però, hi ha evidència en cercles semblants que la gran sala nord podria haver servit de dormitori o per a emmagatzemar aliments.
Si l'habitació nord era un taller, les habitacions 8 i 9 a l'oest del pati interior degueren ser dormitoris.(4) En altres cercles les troballes els identifiquen com a trasters o petits tallers. Els buits a les llindes de les portes demostren que les entrades podrien tancar-se amb portes. L'habitació estreta, que s'uneix al sud, seria un magatzem. L'habitació del costat est conté un pou de descàrrega de cendres. Pot haver servit com a sala de reunions o menjador.(4)

A l'esquerra de l'entrada, es va construir una sala hipòstila, contra la paret exterior de la casa. És un tipus de construcció característic de la cultura talaiòtica, que es troba sovint com un annex de les cases redones post-talaiòtiques, però també es troba a l'aire lliure fora dels assentaments (com a la sala hipòstila des Galliner de Madona). A diferència dels cercles, coberts per un sostre de branques, argila i pedretes, la sala hipòstila té un sostre de grans lloses planes que recolzen sobre pilastres i columnes polilítiques. La sala hipòstila de la casa de Biniparratx Petit conserva quatre plafons originals del sostre. A dins se'n conserven cinc pilastres i tres columnes. Amb una superfície útil de 12 m² l'edificació ocupa una àrea de 35 m². Originàriament només tenia una cambra. L'envà que es veu a hores d'ara(4) fou construït en el segle I abans de la nostra era. Es creu que les sales hipòstiles eren graners.

Vistes
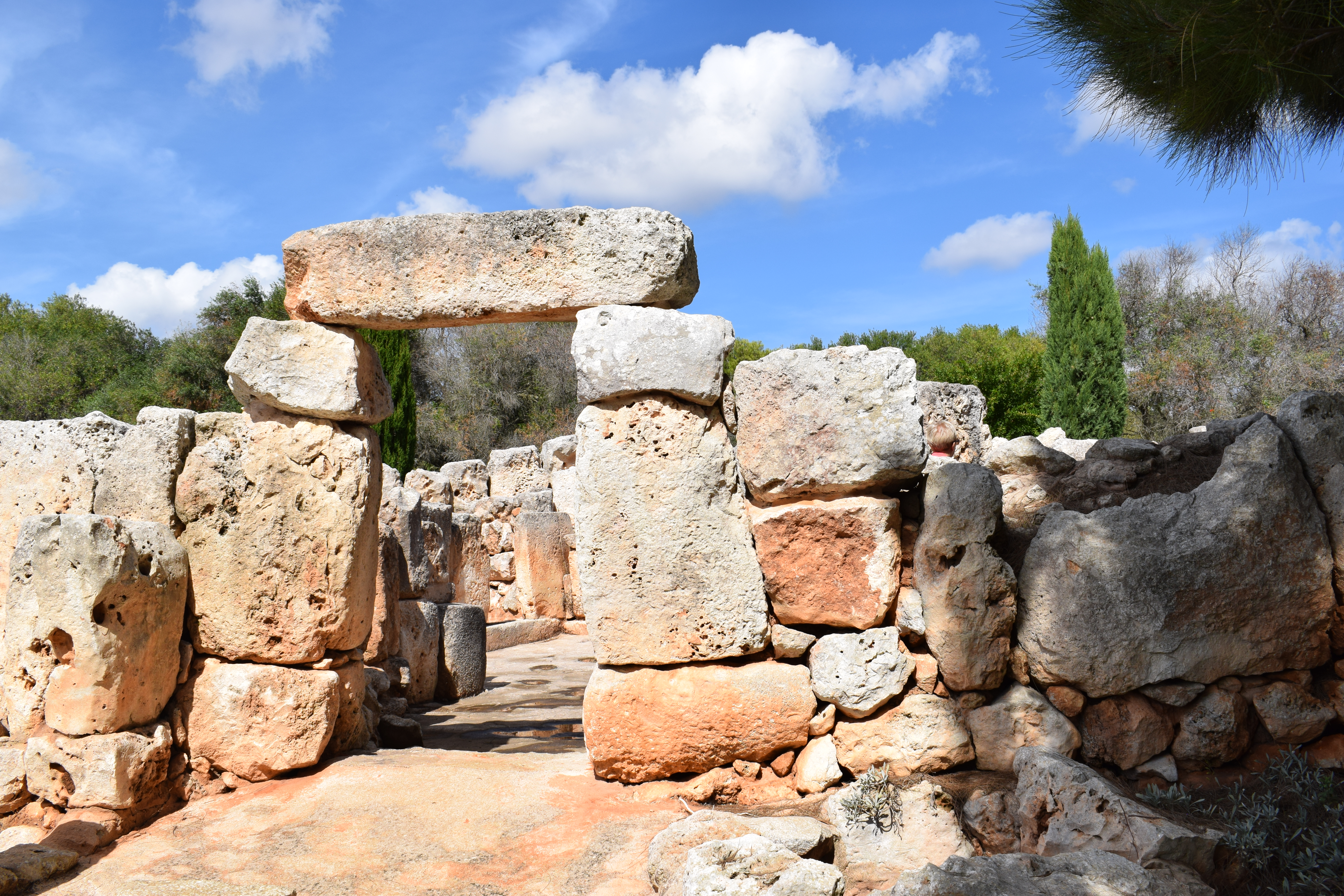
Entrada
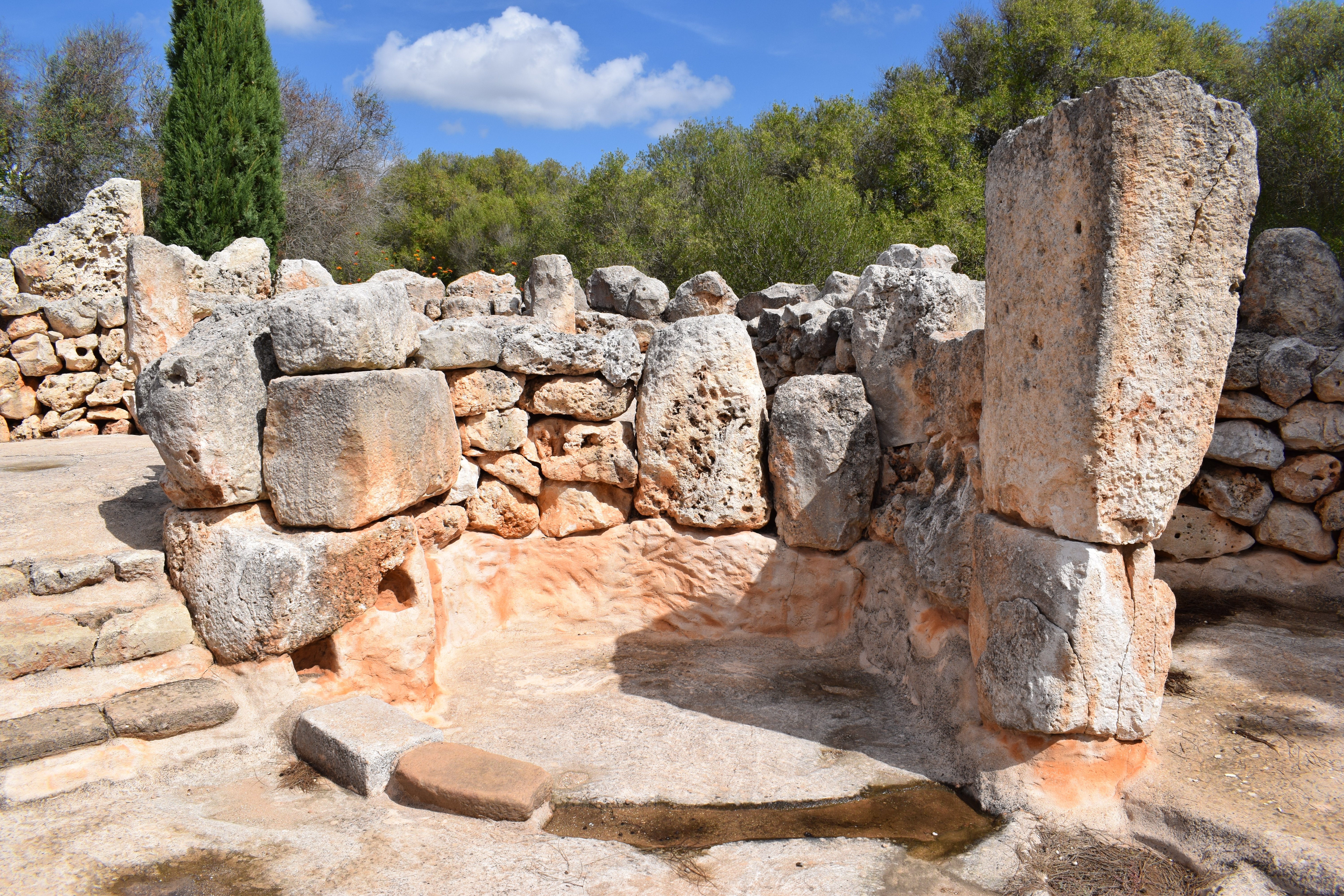
Llar al pati interior
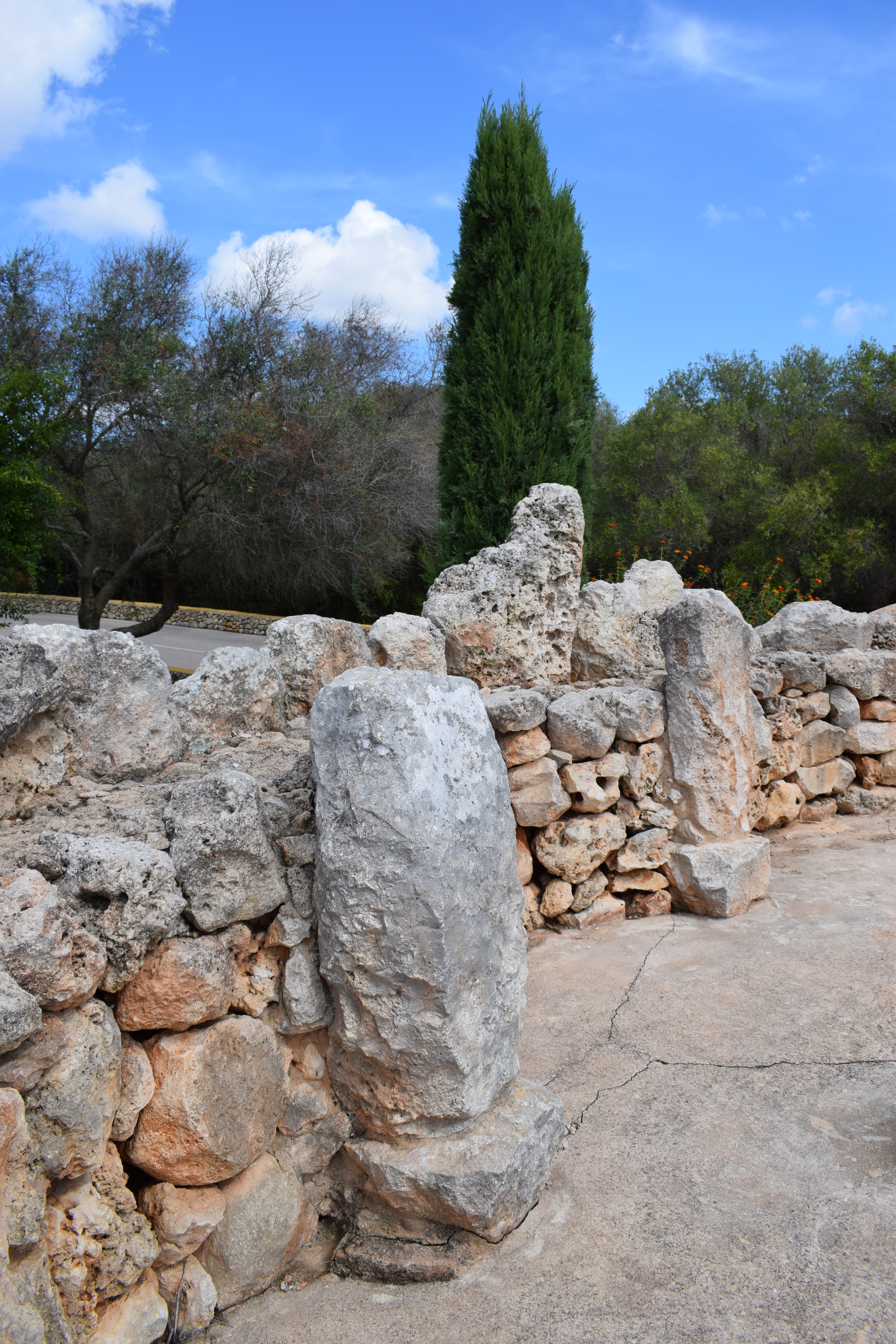
Pilastres a la cambra nord
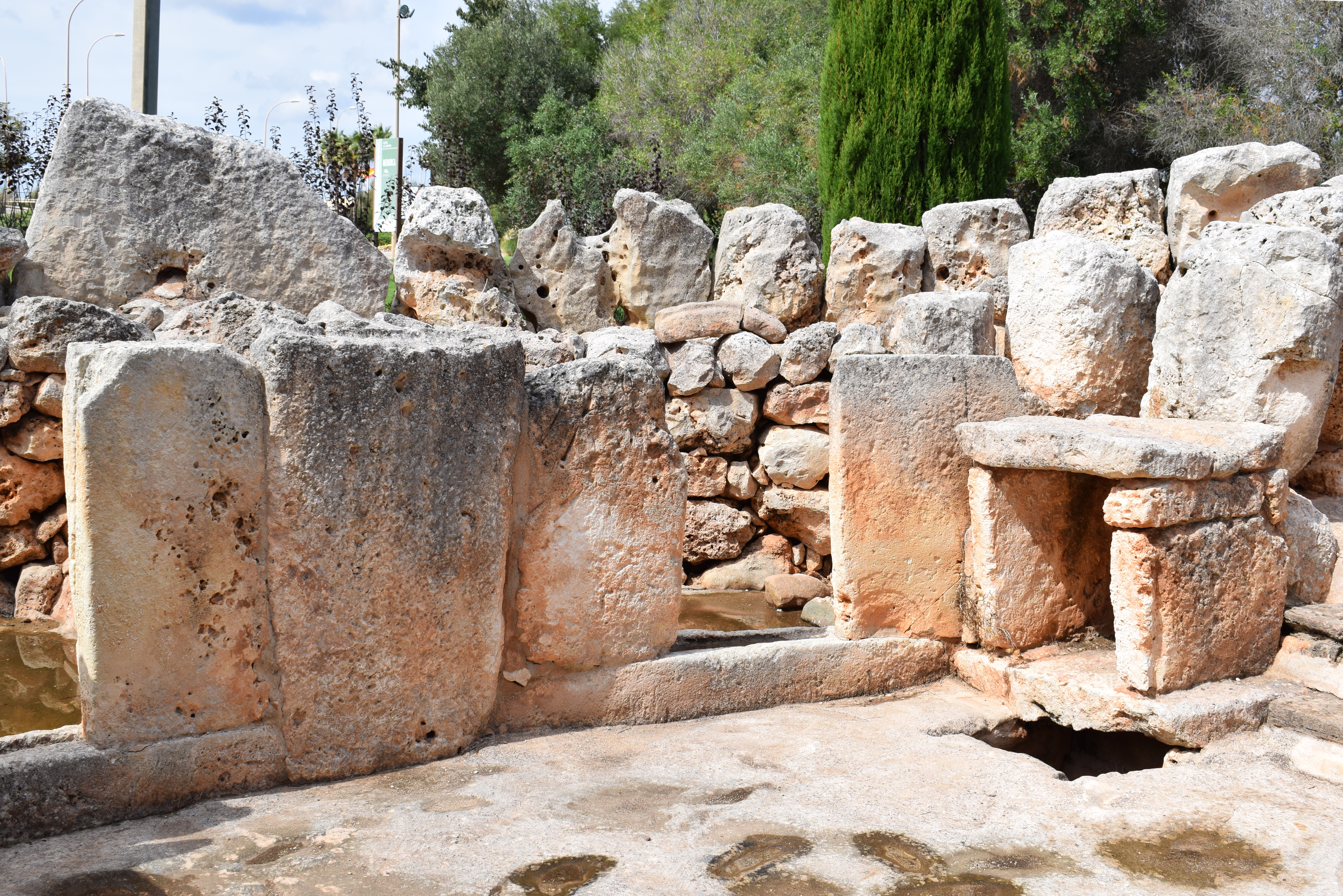
Costat occidental del pati interior amb les entrades a les cambres 8 i 9, a la dreta, potser un altar
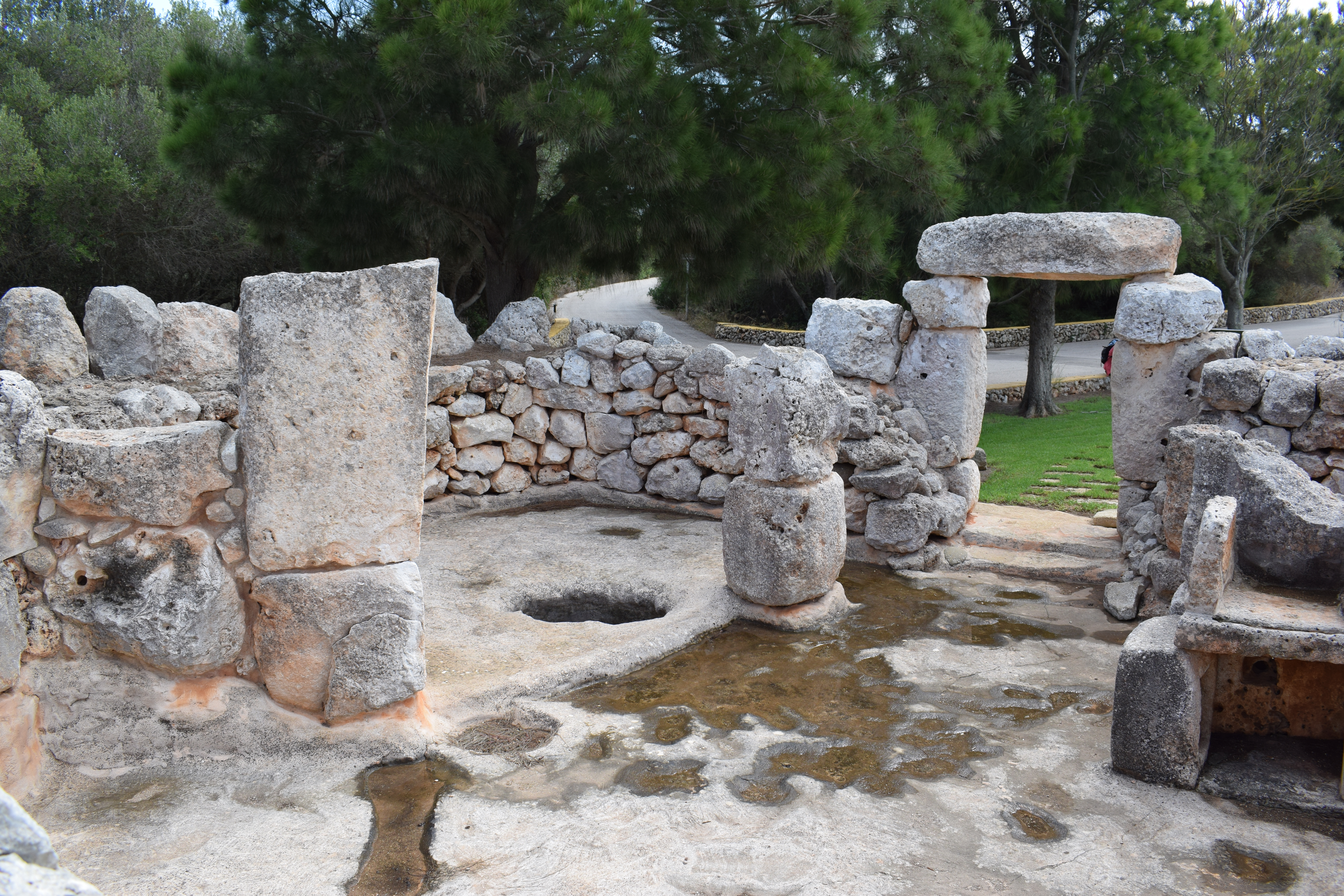
Costat oriental del pati: vista a la cambra 11 amb pou de fem
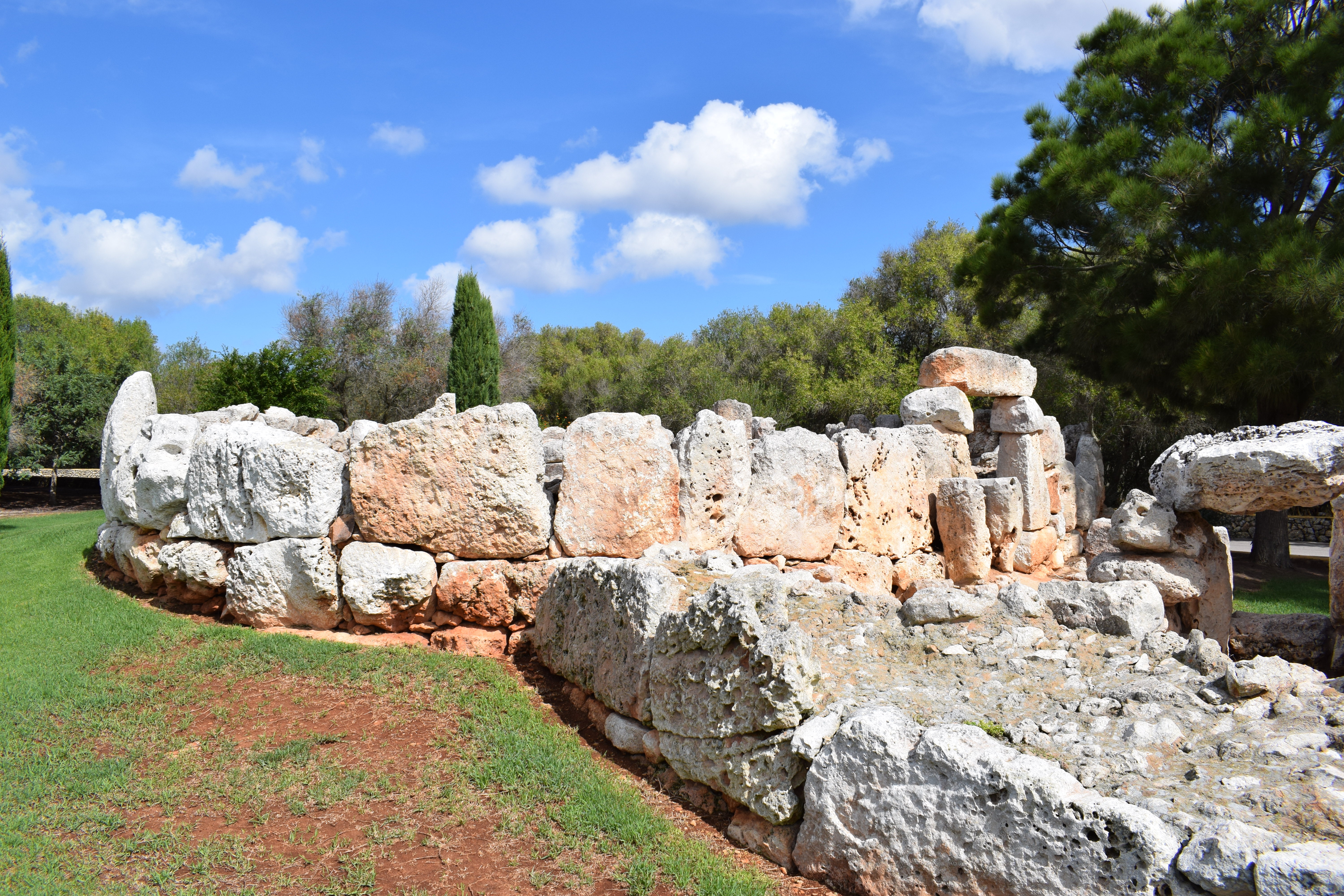
Murs megalítics exteriors de la casa
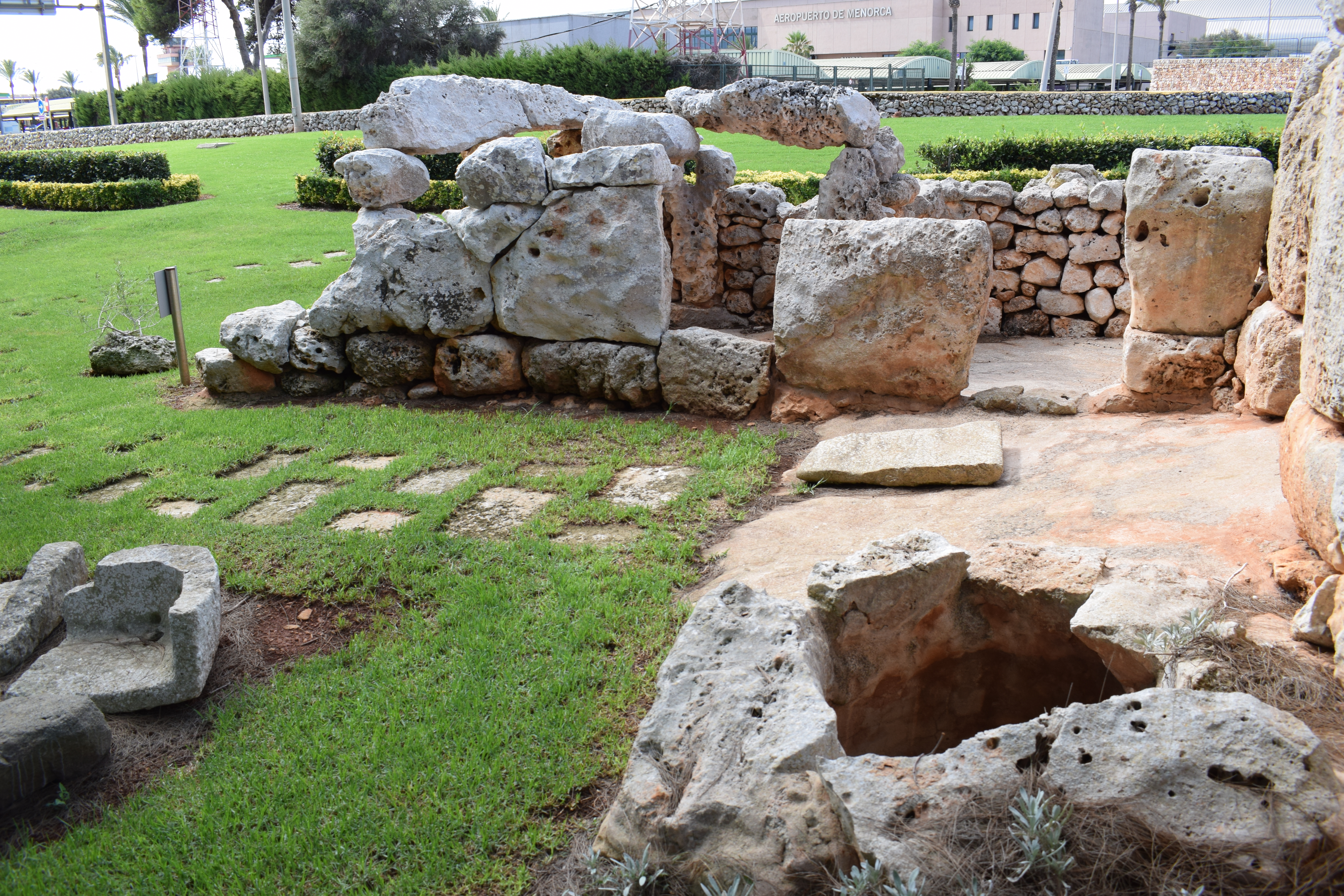
Vista de la sala hipòstila des de l'est, davant una cisterna

## Història de l'excavació
Menorca té un extens patrimoni arqueològic. Cobrint una àrea d'uns 700 km² hi ha més de 1.500 jaciments arqueològics, dels quals uns 1.400 estan legalment protegits com a Béns d'Interés Cultural. El 1964, la construcció de l'Aeroport de Menorca afectà o va destruir alguns jaciments prehistòrics.(2) Al sud, el recinte de l'aeroport se superposa al poblat prehistòric de Biniparratx Petit. Aquest jaciment, a l'oest del municipi de Sant Lluís, a una altitud de 77 m i a uns 2,3 km de la mar, és un monument protegit des del 1966. L'edifici més cridaner de l'assentament és un talaiot -estructura en forma de torre la funció de la qual encara no se sap totalment. Al sud d'aquest, Maria Lluïsa Serra Belabre (1911-1967) feu una primera excavació el 1967. Els resultats no se n'han publicat: probablement d'aquesta excavació procedeixen algunes restes en les col·leccions del Museu de Menorca atribuïdes a Biniparratx Petit.
Quan es va ampliar l'àrea de seguretat a l'extrem sud de la via de rodatge en la dècada dels 1990, algunes parts de l'antic assentament estaven en perill. L'operador de l'aeroport Aena acordà amb la Comissió del Patrimoni Historicoartístic i el Consell Insular de Menorca examinar els efectes de les mesures de construcció en el jaciment i, si calia, prendre mesures per a protegir-lo. El 1993, Joan C. de Nicolás Mascaró feu un reconeixement arqueològic de la zona afectada. Fins i tot abans que s'eliminàs la vegetació, a uns 20 m a l'oest del talaiot i a uns 100 m al nord de l'antic lloc de Serra es trobà una columna monolítica que sostenia una llosa del sostre.(5) Era només la part visible d'una casa quasi circular relativament ben conservada, a la paret exterior del qual hi havia restes d'una sala hipòstila.
L'excavació -realitzada de nou per Joan C. de Nicolás Mascaró- es feu des de mitjan gener fins a finals d'abril del 1995. El treball es concentrà en la casa talaiòtica, però s'estudià una àrea dues vegades major -un total de 362 m²- oberta per a examinar-ne la connexió amb altres estructures de l'assentament.(5) L'excavació descobrí gran quantitat d'ossos de mascotes i petxines de clòtxines que van donar pistes sobre la dieta dels pobladors. A més a més, hi aparegueren molts fragments d'atuells de ceràmica de diferents fases de l'assentament. Tot i no realitzar cap anàlisi de radiocarboni, es pot fer una determinació d'edat a partir de la ceràmica: la casa fou habitada inicialment del segle IV ae al III ae, i després fou abandonada. En el segle II ae començà un segon període d'habitació que va durar fins a la conquesta romana de les Illes Balears, al 123 ae. Almenys parts de la casa s'utilitzaren de nou del segle I ae al segle I.(2)
Per a complir amb els requisits de protecció del monument i els interessos de l'aeroport, es traslladà la casa a una nova ubicació, a una zona verda enfront de la sortida de l'aparcament. El terreny irregular de la casa es va reproduir en el nou indret amb una base de formigó.(5) Després que les pedres, algunes de les quals pesaven tones, es transportassen al nou lloc, la casa fou reconstruïda fidelment al 1995.